# Super Rugby Aupiki 2025
Super Rugby Aupiki 2025 fu la 4ª edizione del Super Rugby Aupiki, competizione nazionale neozelandese per franchise professionistiche di rugby a 15 femminile.
Si tenne dal 1º marzo 2025 al 12 aprile 2025 tra 4 squadre con la formula del girone unico in gare d'andata e ritorno e successiva gara di finale tra le prime due classificate.
Per esigenze commerciali legate a diritti di naming il torneo fu noto come 2025 Sky Super Rugby Aupiki.
A vincere il torneo, riconfermando il titolo conquistato l'anno prima, furono le Blues Women di Auckland, che in finale batterono la rappresentante dell'Isola del Sud Matatū per 26 a 19.
Prima dell'avvio del torneo fu reso noto che la vincitrice avrebbe affrontato in gara unica la campionessa australiana del parallelo Super Rugby Women's in una nuova competizione trans-tasmaniana, Super Rugby Champions Final.
Il valore delle marcature, come stabilito da World Rugby nel 2017, è: 5 punti per ciascuna meta (7 se trasformata), 7 punti per la meta tecnica, 3 punti per la realizzazione di ciascun calcio piazzato, idem per il drop.

## Formato
Nella stagione regolare le quattro squadre si incontrarono con la formula del girone unico in gare di andata e ritorno, per un totale di sei gare a squadra.
Alla fine di tale fase le prime due squadre classificate disputarono la finale in gara unica in casa della prima classificata.
Il punteggio nella fase a gironi prevedeva per ogni incontro 4 punti per la vittoria, 2 punti ciascuno per il pareggio, zero per la sconfitta più eventuali punti di bonus (1 per la squadra che in partita realizzi almeno tre mete più dell'avversaria, 1 per la squadra perdente se la sconfitta è uguale o inferiore a 7 punti di scarto).

## Squadre partecipanti
| Squadra         | Province                                           |
| --------------- | -------------------------------------------------- |
| Blues Women     | Auckland, North Harbour, Northland                 |
| Chiefs Manawa   | Bay of Plenty, Counties Manukau, Waikato, Taranaki |
| Hurricanes Poua | Hawke's Bay, Manawatu, Wellington                  |
| Matatū          | Tutte le province dell'Isola del Sud               |

## Stagione regolare

### 1ª giornata
| Arbitro: | Maggie Cogger-Orr (Auckland) |

|                                       |      |                                             |
| Tui 22’, 79’ Anderson 45’ Tukuafu 68’ | mt   | 41’ Bayfield 48’ Palamo 57’, 74’ du Plessis |
| Holmes 45’                            | tr   | 41’, 48’, 57’, 74’ H. King                  |
| Holmes 36’                            | c.p. | 64’ H. King                                 |

| Arbitro: | Ben Woolerton (Waikato) |

|                               |      |                                                                       |
| Waterman 62’ Aiolupotea 80+4’ | mt   | 8’, 47’ Demant 18’ Woodman 53’ Sorensen-McGee 66’, 78’ Gago 72’ Brunt |
|                               | tr   | 8’, 18’, 47’ Cottrell 53’, 72’, 78’ Demant                            |
|                               | c.p. | 12’ Cottrell                                                          |

### 2ª giornata
| Arbitro: | Todd Petrie (Auckland) |

|                                                  |      |                                          |
| Vaha’akolo 38’ Demant 43’ Kolose 68’ Woodman 79’ | mt   | 18’ Green 29’ Houpapa-Barrett 57’ Holmes |
| Cottrell 43’, 68’                                | tr   | 18’ Brazier 57’ Holmes                   |
|                                                  | c.p. | 76’ Holmes                               |

| Arbitro: | Warwick Lahmert (Taranaki) |

|                                                  |    |                |
| Brooker 5’ Nepia 13’, 30’ Palamo 20’ Jenkins 68’ | mt | 33’ Leti-I’iga |
| H. King 20’, 30’                                 | tr | 33’ Siataga    |

### 3ª giornata
| Arbitro: | Maggie Cogger-Orr (Auckland) |

|             |    |                                               |
| H. King 35’ | mt | 24’, 32’ Brunt 47’ Sorensen-McGee 58’ Lolohea |
| H. King 35’ | tr | 24’, 32’, 47’ Demant 59’ Cottrell             |

| Arbitro: | Ben Woolerton (Waikato) |

|                                                                                  |    |             |
| Tui 7’, 65’ Ma’aka 30’ Coates 37’ Connor 40+3’ Holmes 47’ Green 55’ Willison 70’ | mt | 58’ Siataga |
| Holmes 30’, 37’, 55’                                                             | tr | 58’ Siataga |

### 4ª giornata
| Arbitro: | Warwick Lahmert (Taranaki) |

|                                                   |    |                                                                                  |
| Tavake 16’ Leti-I’iga 27’ E. King 40’ Hakiwai 57’ | mt | 6’, 62’ Olsen-Baker 13’ Simpson 20’ Palamo 24’ Jenkins 65’ Joseph 75’ A. Bremner |
| Siatiaga 16’, 40’                                 | tr | 6’, 13’, 20’, 62’ H. King                                                        |

| Arbitro: | Todd Petrie (Auckland) |

|                                    |    |                                                                                  |
| Brazier 24’ Henwood 34’ Bayler 61’ | mt | 3’ Kolose 16’ Mikaele-Tu’u 22’ Cottrell 53’ Woodman 55’ Sorensen-McGee 78’ Brunt |
| Brazier 24’, 34’, 61’              | tr | 3’, 16’, 22’ Cottrell                                                            |

### 5ª giornata
| Arbitro: | Natarsha Ganley (Auckland) |

|                                                       |      |                                                |
| Woodman 2’ A. Itunu 23’ Bason 44’, 54’ Vaha’akolo 55’ | mt   | 6’ Palu 18’, 51’ Jenkins 45’ Laikong 62’ Nepia |
| Demant 23’, 54’                                       | tr   | 6’, 45’, 62’ H. King                           |
|                                                       | c.p. | 59’, 77’ H. King                               |

| Arbitro: | Erin Doherty (Otago) |

|             |    |                                                        |
| Gapper 76’  | mt | 7’ Tui 23’ Willison 40+2’ Paul 54’ Holmes 71’ Anderson |
| Siataga 76’ | tr | 7’ Tubic                                               |

### 6ª giornata
| Arbitro: | Maggie Cogger-Orr (Auckland) |

|                                            |      |                                                          |
| Olsen-Baker 27’ Palamo 61’ Mete-Renata 79’ | mt   | 10’ Anderson 33’ Tui 46’ Mahutariki-Fakalelu 49’ Kukutai |
| H. King 27’ Nepia 79’                      | tr   | 10’, 33’, 46’, 49’ Holmes                                |
| H. King 38’                                | c.p. |                                                          |

| Arbitro: | Natarsha Ganley (Auckland) |

|                                                                                      |    |                                          |
| Bason 4’ Kolose 26’ Lolohea 37’ Demant 49’ Mafoe 63’ Maliepo 70’ Mo’onia Vaipulu 73’ | mt | 14’ Tavake 28’ Burkin 55’ Sae 67’ Gapper |
| Cottrell 4’, 26’, 37’, 49’, 63’, 70’, 73’                                            | tr | 14’, 28’, 55’ Siataga                    |

#### Classifica
| Pos | Squadra         | G | V | N | P | PF  | PS  | DP   | BMP | Pt |
| --- | --------------- | - | - | - | - | --- | --- | ---- | --- | -- |
| 1   | Blues Women     | 6 | 5 | 0 | 1 | 216 | 123 | +93  | 4   | 24 |
| 2   | Matatū          | 6 | 4 | 0 | 2 | 169 | 141 | +28  | 3   | 19 |
| 3   | Chiefs Manawa   | 6 | 3 | 0 | 3 | 169 | 127 | +42  | 4   | 16 |
| 4   | Hurricanes Poua | 6 | 0 | 0 | 6 | 81  | 244 | −163 | 0   | 0  |

## Finale
| Arbitro: | Maggie Cogger-Orr (Auckland) |

| |              | |
| Demant 22’ Viliko 25’ Woodman 60’ Sorensen-McGee 70’ | mt           | 6’ Palamo 18’ du Plessis 54’ Olsen-Baker |
| Cottrell 22’, 25’ Demant 60’ | tr           | 18’, 54’ H. King |
| · Sorensen-McGee · Vaha’akolo · Woodman · Demant · 77’ Kolose · 51’ Cottrell · 73’ Turner · 55’ Viliko · 80’ Lolohea · 50’ A. Itunu · Roos · Mo’onia Vaipulu · Greenway · 64’ Bason · Mikaele-Tu’u | Formazioni   | · Nepia 33’ · Palamo · du Plessis · Brooker · Robins-Reti · H. King · Joseph 29’ · Love 65’ · Ponsonby 63’ 73’ · Palu 26’ · Niao 63’ 73’ · C. Bremner · A. Bremner · Bayfield · Olsen-Baker |
| · 50’ Te Iringa · 51’ Brunt · 55’ Tangen-Wainohu · 64’ 68’ Blackwell · 73’ Awa · 77’ Maliepo · 80’ Gago                                                                                            | Sostituzioni | · Rule 26’ · McCook 29’ · Laikong 33’ · Hollows 63’ · Robinson 65’ |
| Willie Walker | Allenatori   | Whitney Hansen |